# Viktor Pasulko
Viktor Pasulko (în ucraineană Віктор Васильович Пасулько; n. 1 ianuarie 1961, Ilnițea, RSS Ucraineană) este un fost fotbalist sovietic și actual antrenor de fotbal ucrainean.

## Palmares
- Liga Superioară a URSS: 1987, 1989
- UEFA Euro 1988: finalist